# Tomás Araújo
Tomás Lemos Araújo (Vila Nova de Famalicão, Portugal, 16 de mayo de 2002) es un futbolista portugués que juega de defensa en el S. L. Benfica de la Primeira Liga.

## Selección nacional
El 18 de noviembre de 2024 hizo su debut con la selección de Portugal en un partido de la Liga de Naciones de la UEFA 2024-25 ante Croacia que finalizó en empate a uno.

## Estadísticas

### Clubes
Actualizado al último partido disputado el 6 de noviembre de 2024.
| Club                       | Div.          | Temporada     | Liga  | Liga  | Copas nacionales | Copas nacionales | Copas internacionales | Copas internacionales | Total | Total |
| Club                       | Div.          | Temporada     | Part. | Goles | Part.            | Goles            | Part.                 | Goles                 | Part. | Goles |
| -------------------------- | ------------- | ------------- | ----- | ----- | ---------------- | ---------------- | --------------------- | --------------------- | ----- | ----- |
| S. L. Benfica "B" Portugal | 2.ª           | 2020-21       | 27    | 1     | —                | —                | —                     | —                     | 27    | 1     |
| S. L. Benfica "B" Portugal | 2.ª           | 2021-22       | 21    | 2     | —                | —                | —                     | —                     | 21    | 2     |
| S. L. Benfica "B" Portugal | Total club    | Total club    | 48    | 3     | 0                | 0                | 0                     | 0                     | 48    | 3     |
| S. L. Benfica Portugal     | 1.ª           | 2021-22       | 3     | 0     | 1                | 0                | 0                     | 0                     | 4     | 0     |
| Gil Vicente F. C. Portugal | 1.ª           | 2022-23       | 22    | 1     | 2                | 0                | 2                     | 0                     | 26    | 1     |
| Gil Vicente F. C. Portugal | Total club    | Total club    | 22    | 1     | 2                | 0                | 2                     | 0                     | 26    | 1     |
| S. L. Benfica Portugal     | 1.ª           | 2023-24       | 13    | 1     | 4                | 0                | 3                     | 0                     | 20    | 1     |
| S. L. Benfica Portugal     | 1.ª           | 2024-25       | 7     | 0     | 1                | 0                | 3                     | 0                     | 11    | 0     |
| S. L. Benfica Portugal     | Total club    | Total club    | 23    | 1     | 6                | 0                | 6                     | 0                     | 35    | 1     |
| Total carrera              | Total carrera | Total carrera | 93    | 5     | 8                | 0                | 8                     | 0                     | 109   | 5     |

## Palmarés

### Títulos nacionales
| Título                      | Club          | País     | Año  |
| --------------------------- | ------------- | -------- | ---- |
| Copa de la Liga de Portugal | S. L. Benfica | Portugal | 2025 |